# الجوع (فلم 1974)
الجوع (بالفرنسية: La Faim) هو فيلم قصير متحرك لعام 1974 تم إنتاجه بواسطة المجلس الوطني للسينما في كندا. وقد أخرجه بيتر فولدس وهو واحد من أول أفلام الرسوم المتحركة على الكمبيوتر. القصة، من دون كلام، هي قصة أخلاقية عن الجشع والشراهة في المجتمع المعاصر.

## المجلس الوطني للبحوث
أقدم عمل بالتعاون مع شعبة مجلس بحوث الهندسة الكهربائية والكهربائية التابع لمجلس البحوث الوطني، الذي قرر تطوير تطبيق للرسوم المتحركة على الكمبيوتر في عام 1969. استمع عالِم NRC Nestor Burtnyk إلى مُحِد الرسوم المتحركة من ديزني لشرح عملية الرسوم المتحركة التقليدية، حيث يرسم رئيس الرسوم المتحركة الرسوم المتحركة والمساعدات الرئيسية لرسم الصور. يبدو أن عمل مساعد الفنان هو Burtnyk ليكون السيارة النموذجية المثالية للرسوم المتحركة على الكمبيوتر وفي غضون عام قام ببرمجة حزمة «إطار الرسوم المتحركة» لإنشاء تسلسلات متحركة من الإطارات الرئيسية. تم الاتصال NFB في مونتريال بحيث يمكن للفنانين تجربة الرسوم المتحركة على الكمبيوتر. صنعت الطيات فيلمًا تجريبيًا من عام 1971 يتضمن رسومات يدوية تسمى البيانات الوصفية. تبع ذلك الجوع ، الذي أخذ منه وشركاءه في المجلس النرويجي للاجئين لعام ونصف.

## جوائز
تضمنت جوائز الجوع جائزة لجنة التحكيم الخاصة في مهرجان كان السينمائي لعام 1974 ، وجائزة BAFTA لأفضل فيلم رسوم متحركة و Silver Hugo في مهرجان شيكاغو السينمائي الدولي. كما تم ترشيح الفيلم لجائزة الأوسكار لأفضل فيلم قصير متحرك في حفل توزيع جوائز الأوسكار السابع والأربعين.

## روابط خارجية
- مقالات تستعمل روابط فنية بلا صلة مع ويكي بيانات